# Орск
Орск — город в Оренбургской области Российской Федерации, административный центр городского округа город Орск. В состав города Орска входят три административных района: Ленинский, Октябрьский, Советский. Общая площадь города в пределах городской черты 621,33 км², из чего жилая застройка занимает 31,84 км², территория производственных предприятий — 91,57 км², сельхозземли — 314,74 км².
Орск — второй по численности населения и по промышленному значению город Оренбургской области. Численность населения 185 362 человек (2025).
Город расположен в 280 км к востоку от областного центра города Оренбурга. На западе Орск граничит с Новотроицком: расстояние между городами 8 километров. В 15 км к югу от Орска расположен автомобильный пункт пропуска на российско-казахстанской границе.
По итогам 2019 года набрал 145 баллов (из 360 возможных) в Индексе качества городской среды (Национальный проект — Жильё и городская среда).
15 ноября 2022 года указом Президента России Владимира Путина городу был присвоено звание «Город трудовой доблести».

## Этимология
В 1735 году в устье реки Орь была построена крепость Оренбург, которая в 1739 году из-за неудобства расположения была перенесена, а сохранившееся на его месте укрепление предписывалось именовать Орская крепость. Селение, выросшее при крепости, в 1861 году было преобразовано в станицу Орскую, а в 1865 году — в город Орск. Вероятно, место города действительно было неудобным (заливалось водой, не имело лесов), и местное тюркоязычное население ещё в середине XVIII века называло его Яман-кала — «плохая крепость». В списке 1866 года город отмечен как Орск (Яман-кала).

## Физико-географическая характеристика

### Географическое положение
Город расположен в южных отрогах Уральских гор при впадении реки Ори в Урал. Последний делит город на две части: европейскую (Новый город) и азиатскую (Старый город).

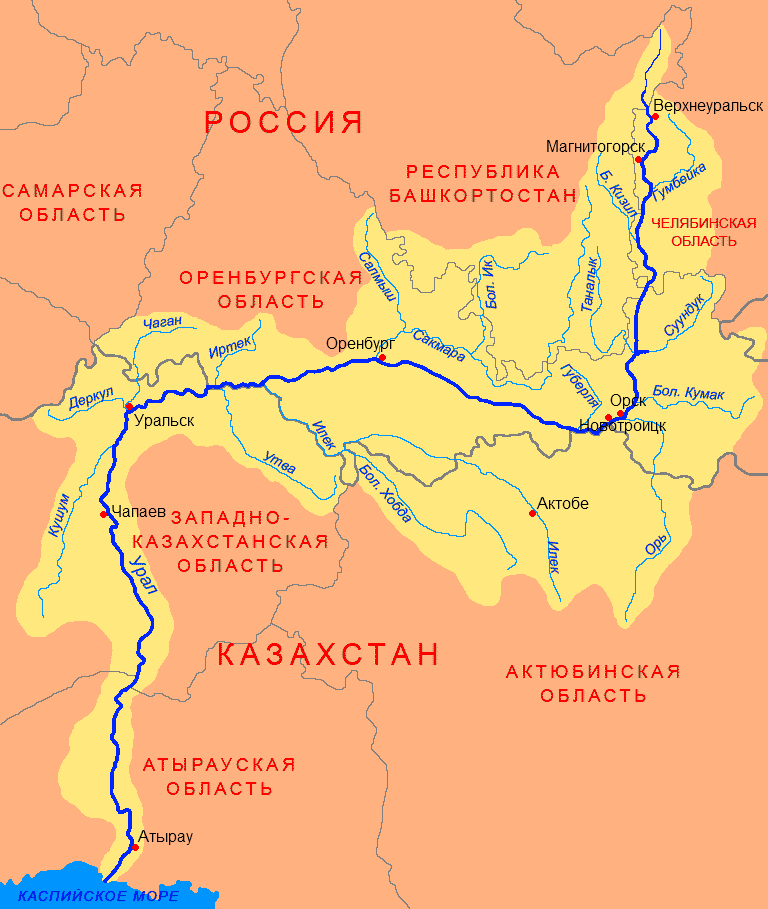
Бассейн реки Урал

| С-З |                                                                    | Магнитогорск ~ 245 / ~ 290 Челябинск ~ 481 / ~ 580 Екатеринбург ~ 640 / ~ 780 |                       | С-В |
| З   | Оренбург ~ 243 / ~ 290 Самара ~ 616 / ~ 740 Москва ~ 1470 / ~ 1800 | Роза ветров                                                                   | Астана ~ 900 / ~ 1200 | В   |
| Ю-З |                                                                    | Актобе ~ 140 / ~ 170                                                          |                       | Ю-В |

### Часовой пояс
Орск находится в часовой зоне МСК+2. Смещение применяемого времени относительно UTC составляет +5:00.

### Климат
Климат Орска резко континентальный, с холодными для данной широты зимами и жарким летом. Среднегодовое количество осадков 322 мм.
| Показатель                    | Янв.  | Фев.  | Март  | Апр. | Май  | Июнь | Июль | Авг. | Сен. | Окт. | Нояб. | Дек.  | Год  |
| ----------------------------- | ----- | ----- | ----- | ---- | ---- | ---- | ---- | ---- | ---- | ---- | ----- | ----- | ---- |
| Средний суточный максимум, °C | −11,2 | −10,2 | −3,1  | 11,4 | 21,9 | 26,5 | 28,7 | 26,7 | 20,4 | 9,4  | −0,7  | −7,5  | 9,4  |
| Средняя температура, °C       | −16   | −15,4 | −8,3  | 5,4  | 14,3 | 19,1 | 21,4 | 19,2 | 13,1 | 4,0  | −4,9  | −12   | 3,3  |
| Средний суточный минимум, °C  | −20,8 | −20,6 | −13,4 | 0,6  | 6,7  | 11,7 | 14,2 | 11,7 | 5,9  | −1,4 | −9,1  | −16,4 | −2,7 |
| Норма осадков, мм             | 20    | 18    | 17    | 30   | 27   | 41   | 34   | 33   | 24   | 27   | 24    | 27    | 322  |
| Источник: Климат Орска        |       |       |       |      |      |      |      |      |      |      |       |       |      |

## История
В древности в районе современного Орска проходил караванный торговый путь, известный у башкир под названием «Дорога Канифы» («Канифа юлы»). По предположению некоторых учёных, описываемый арабским географом аль-Идриси (1100—1165) средневековый башкирский город Намджан располагался на месте нынешнего Орска. Согласно аль-Идриси, Намджан является маленьким процветающим торговым городком, откуда в города Средней Азии и берегов Каспийского моря вывозили медную руду и меха.
10 (21) октября 1731 года значительная часть собрания казахских старшин во главе с Абулхаир-ханом высказалась за принятие акта о добровольном присоединении Младшего жуза казахов к Российской империи. В 1734 году Абулхаир-хан отправил с российским дипломатом А. И. Тевкелевым ко двору императрицы Анны Иоанновны посольство во главе со своим сыном Эрали, обязавшимся от имени отца своего охранять безопасность русских границ, смежных с землями его орды, защищать русские купеческие караваны при проходе их через казахские степи, давать, подобно башкирам и калмыкам, в случае нужды вспомогательное войско и платить ясак. В награду за это Абулхаир-хан просил утвердить в его роде ханское престолонаследие на вечные времена и построить на реке Орь город с крепостью, где бы он мог находить себе убежище в случае опасности. Орск закладывается 15 (26) августа 1735 года Оренбургской экспедицией под руководством Ивана Кирилловича Кирилова в качестве крепости у горы Преображенской на левом берегу реки Яик (Урал) при впадении в неё реки Орь, берущей начало в Актюбинской области Казахстана. Гидроним Орь имеет тюркоязычное происхождение (сравни башкирское ур/үр, казахское ор — «ров», киргизское ор — «яма», «ров»). Город башкиры и казахи называют — Яман-ҡала/Жаманқала (Плохой город). Местность была кочевьем казахов племени жетыру. На горе Преображенской была построена цитадель, а у горы — деревянная церковь Андрея Первозванного.

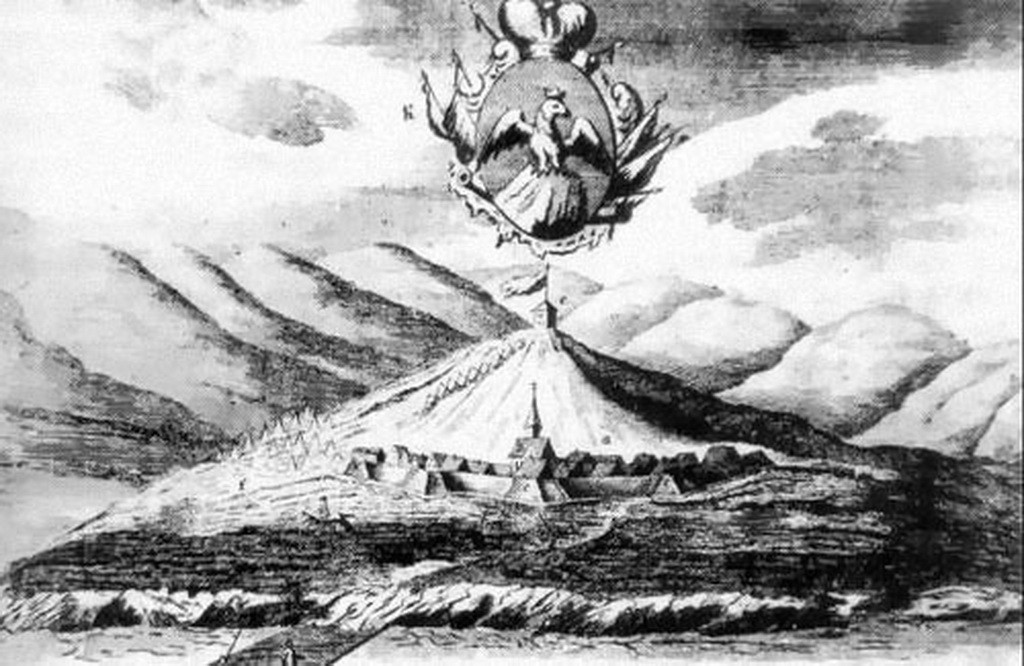
Орская крепость с гербом на рисунке Джона Кэстля, 1736 год

Первоначальное название населённого пункта — Оренбург; он предназначался для защиты от кочевников и был укреплён. Его строительство положило начало возникновению пограничной военной линии по Яику и стало одной из главных причин башкирского восстания 1735—1740 годов. Во время башкирских восстаний здесь размещались правительственные войска и проводились казни восставших башкир. Указом императрицы Анны Ивановны от 20(31).8.1739 крепость переименовали в Орскую; при этом сам Оренбург был перенесён ниже по течению Яика (Урала). В 1738 году в полуверсте (около 500 м) от Орской крепости новым начальником Оренбургской экспедиции В. Н. Татищевым был построен меновой двор; таможенные сборы от торговли с Казахстаном и Азией в 1745 году составили 6893 рубля.
Орская крепость стала одним из центров торговли на юго-востоке страны, здесь проходили ближайшие торговые пути из Хивы и Бухары, а также из Зауралья в Оренбург.

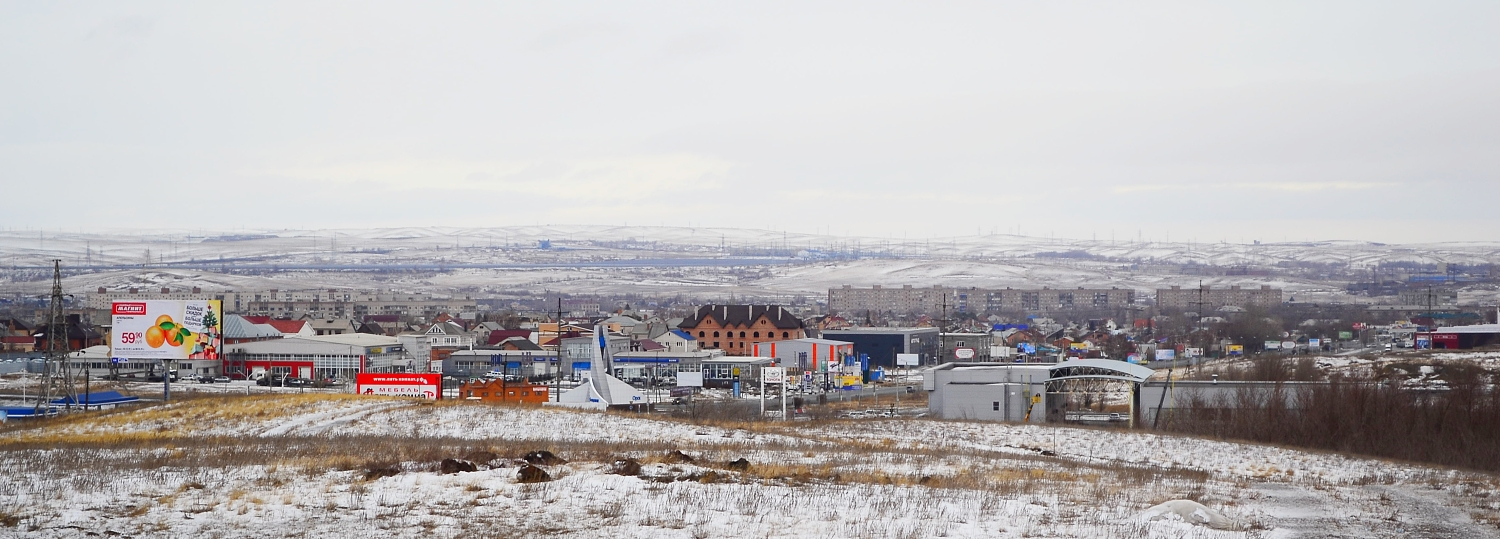
Вид на Орск с Новотроицкого шоссе

В 1749 году, после сильного наводнения, на снятую вершину горы Преображенской была перенесена церковь, получившая название Преображения Господня. В 1751 году церковь приняла первых прихожан.
30 апреля (11 мая) 1782 года в составе Оренбургской области Уфимского наместничества был образован Орский уезд. С 12 (23) декабря 1796 года уезд вошёл в состав Оренбургской губернии.

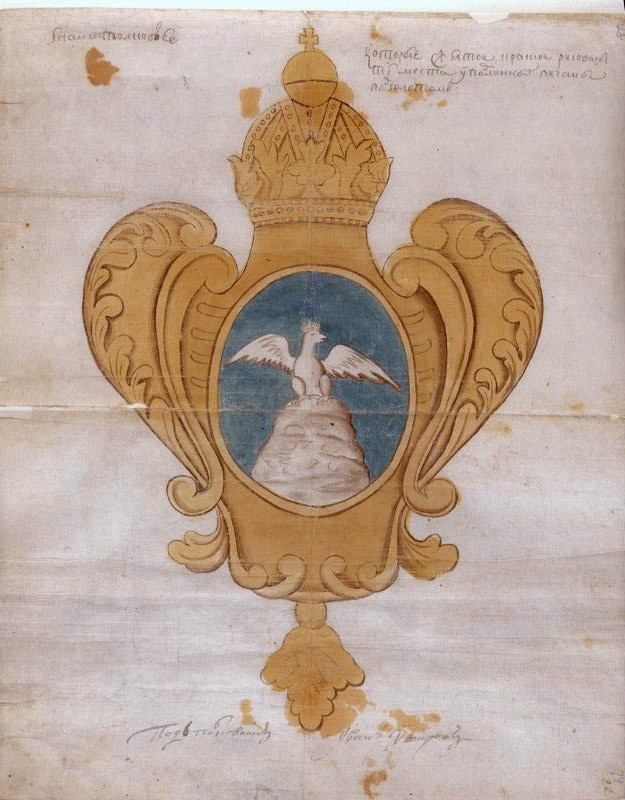
Герб Оренбургский, ставший гербом Орска

Немало знаменитых людей побывало в Орской крепости и позднее в Орске: астроном Христофор Эйлер, сын известного математика Леонарда Эйлера, который по заданию Петербургской Академии наук с 23 мая по 3 (14) июня 1769 года с горы Преображенской, из временной обсерватории, наблюдал прохождение Венеры перед диском Солнца; 13 (24) июля 1769 года в Орской крепости был немецкий путешественник и российский академик П. С. Паллас; в 1829 году немецкий учёный Александр Гумбольдт. В 1837 году, путешествуя по России, Орскую крепость посетил цесаревич Александр Николаевич (будущий царь Александр II). С ним путешествовал и великий русский поэт В. А. Жуковский, который в своём дневнике оставил рисунок полукаменной церкви на горе Преображенской. С 22 июня (4 июля) 1847 года по 11 (23) мая 1848 года в Орской крепости находился в ссылке украинский поэт и художник Тарас Шевченко. В 1891 году город посетил цесаревич Николай Александрович Романов (будущий царь Николай II).

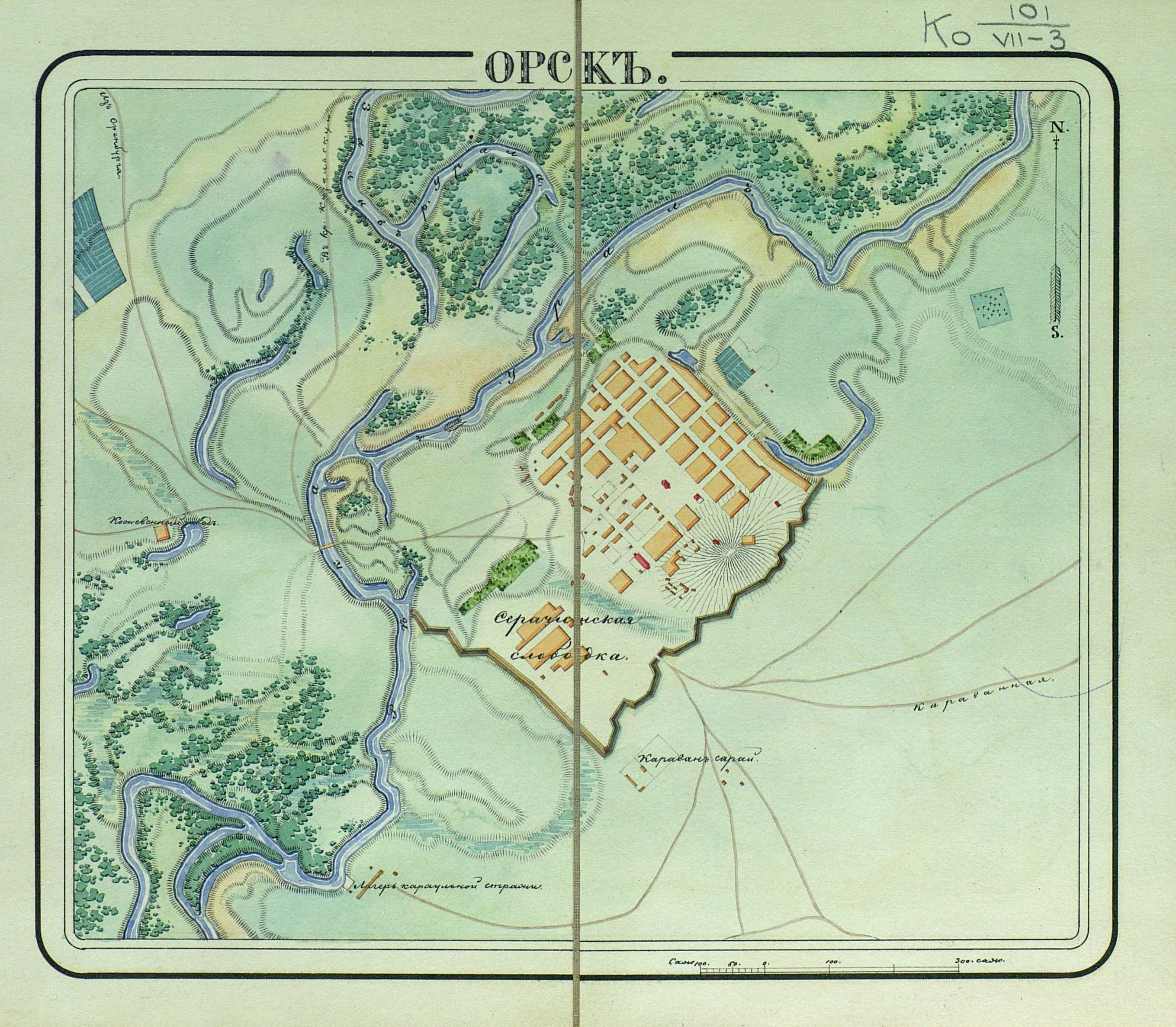
План Орска. 1830-е годы.

В 1840-х годах в центре старой крепости, на месте первоначальной деревянной церкви Андрея Первозванного, строится ещё одна Спасо-Преображенская соборная церковь. О ней упоминает Т. Г. Шевченко. Завершилось строительство церкви в 1852 году.
В 1861 году крепость была упразднена и преобразована в станицу Оренбургского казачьего войска.
В 1865 году Орск обрёл статус города и центра Орского уезда Оренбургской губернии.
В 1866 году в уездном городе насчитывалось 435 дворов, а численность населения составляла 3088 человек, в том числе 1679 человек мужского пола и 1409 — женского. В городе имелись: одна православная церковь, одна мечеть, станичная казачья школа, Магометанское училище (медресе), 2 почтовые станции (линейная и степная) и семь заводов.
Интенсивная застройка города началась с 1870-х годов. Население занималось торговлей скотом и зерном, переработкой продукции сельского хозяйства, ремёслами. Многие женщины занимались вязанием знаменитых оренбургских пуховых платков и ажурных паутинок. Активному развитию экономики города способствовало открытие грузового тракта Тургай — Орск в 1881 году. Через четыре года в Орске имелось уже около 20 небольших фабрик, заводов и мануфактур. В 1888 году была учреждена Орская женская община с училищем для девочек.
К 1 (13) января 1896 года в Орске насчитывалось 897 дворов и 12 880 жителей (из них — 6083 женщины), в том числе 8910 православных, 122 раскольника, 13 католиков, 10 протестантов, 24 иудея, 3767 магометан и 34 представителя прочих вероисповеданий. Дворян было 116, лиц духовного звания — 25, почётных граждан и купцов — 102, мещан — 7965, лиц военного сословия — 2110, крестьян — 2474, граждан прочих сословий — 88. В городе имелись: два православных храма, церковно-приходская школа, уездное училище, мечеть, меновой двор; 26 мелких заводов, вырабатывавших всего на 226 тыс. рублей, при 190 рабочих; главные производства — салотопенное и кожевенное (на 56 400 рублей); больница (на 24 кровати), врач и 5 фельдшеров. Городские доходы по состоянию на 1895 год составляли 29 250 рублей, расходы — 29 146 рублей, в том числе на общественное управление — 4612 рублей, на народное образование — 3875 рублей, на врачебную часть — 1563 рубля. Орский уезд принадлежал к числу плодородных и весьма пригодных для скотоводства, но был по преимуществу скотоводческий и лесопромышленный, в то время как хлебопашество занимало лишь третье место в ряду сельскохозяйственных занятий. Преобладающим землевладельческим элементом в уезде являлись крестьяне, казаки и башкиры; из общей площади земель (3 755 086 десятин, или более 4,1 млн га) им принадлежало 72 %. Затем следовали войсковые земли — 20 %, частновладельческие — 4 %, казённоудельные — 1 %, остальных учреждений (духовных, благотворительных и др.) — 3 %. К 1 января 1896 года в уезде проживало 207 436 человек (103 021 мужчина и 104 415 женщин), в том числе православных — 78 997, раскольников — 1120, магометан — 127 173, лиц прочих исповеданий — 146. Кустарными промыслами и ремёслами занимались 16 613 человек; преобладающим кустарным промыслом являлось вязание пуховых изделий, занимавшее 6246 человек. Огородничеством занималось 3200 человек, рубкой, гонкой и выделкой леса — 3413 человек. В уезде насчитывалось 118 салотопен и маслобоен, при 163 рабочих и с общим производством на 1 млн рублей; в сфере здравоохранения работали 1 врач, 9 фельдшеров и 2 акушерки.
В 1880 году построена деревянная Михайло-Архангельская церковь, в 1916 году — каменная. Обе церкви были на месте нынешнего сада Малишевского. В 1890 году была построена деревянная Параскевинская церковь Покровской женской общины (с 1898 года монастырь). Рядом в 1908 году построена каменная Покровская церковь. С 1894 года на горе Преображенской, на месте сгоревшей в 1888 году полукаменной церкви, строится новая Никольская по проекту петербургского архитектора М. А. Щурупова. Построена в 1903 году.
В начале XX века в городе появились конфетная фабрика М. Е. Смирнова, цеха спиртоводочного завода В. И. Назарова, кинематограф. В Орском уезде усиленно развивалась золотодобывающая промышленность. В 1913 году началось возведение здания вокзала станции Орск, почти одновременно со строительством железной дороги от Оренбурга до Орска. В 1916 году строительство вокзала было в основном завершено. Проектными и строительными работами занимались пленные немцы и словаки. Здание было выполнено в стиле немецкого классицизма. Закончить работы (достроить пути к вокзалу) помешали революция и общая разруха в стране. Через 13 лет, в феврале 1929 года, когда был построен железнодорожный мост через реку Урал, вокзал открылся. В 1913 году население города составляло более 21 тысячи человек. К 1917 году было 11 церквей (6 из них — православных) и мечетей, 16 школ разного типа и уровня. В 1918—1919 годах, в период гражданской войны, город выдержал трёхмесячную осаду, затем четырежды захватывался воюющими сторонами.
В августе 1920 года Орск вошёл в состав Оренбургско-Тургайской губернии образованной автономии в составе РСФСР — Казахской АССР. С 8 декабря 1921 в Оренбургской губернии. Центр Орского уезда.

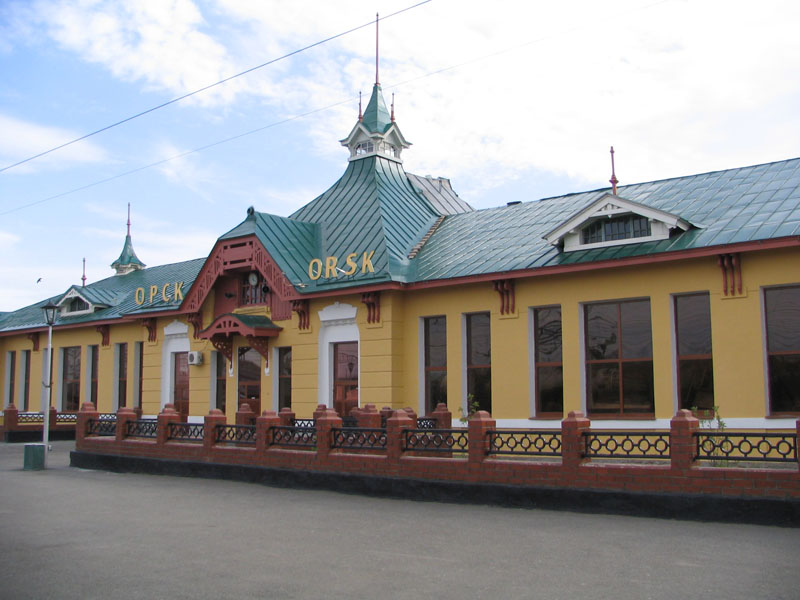
Железнодорожная станция «Орск», архитектурный памятник

В 1930-е годы на правом берегу Урала началось строительство крупных промышленных предприятий, работающих на базе открытых в этом районе богатых месторождений полезных ископаемых. В 1931—1935 годах был построен мясоконсервный комбинат, 6 января 1936 года выдал первый бензин Орский нефтеперерабатывающий завод. В ноябре 1938 года начала действовать Орская ТЭЦ-1. Всего за четыре года был построен гигант цветной металлургии — комбинат «Южуралникель». В декабре 1938 года был выдан первый полуфабрикат с содержанием 20 % никеля. Производил самый чистый в России электролитный никель, кобальт сульфатный, кобальт металлический, никель в сульфате; закрыт в 2012 году.
По переписи населения 1939 года в городе проживало 66 300 жителей.
В годы Великой Отечественной войны в Орск было эвакуировано 28 предприятий и учреждений. В городе во время войны работали 8 госпиталей; крупнейший располагался в школе № 49, вмещал в себя до 600 раненых.
В первые два года войны в Орск прибыли десятки тысяч людей (в этот же период в город были сосланы тысячи немцев-спецпереселенцев), многие из которых так и остались здесь жить. Весной 1942 года город пережил крупное наводнение. За военные годы население города выросло до 131 тысячи. Людям пришлось в тяжелейших условиях заново налаживать быт. В городе стали возводить постройки облегчённого типа. К 1945 году 59 процентов жилья составляли землянки, бараки и саманные дома.
В 1945 году предприятия города выпустили столько различной продукции, сколько в 1913 году давал весь Урал. Более 22 тысяч горожан получили ордена и медали за самоотверженный труд.
22 января 1971 года Орск Указом Президиума ВС СССР награждён орденом Трудового Красного Знамени за успехи, достигнутые в выполнении 8-го пятилетнего плана по развитию промышленного производства.
15 ноября 2022 года за самоотверженность и трудовой героизм жителей города в достижение Победы в Великой Отечественной войне 1941—1945 годов городу присвоено почётное звание Российской Федерации «Город трудовой доблести».
5 апреля 2024 паводок на реке Урал прорвал насыпную защитную дамбу, что привело к затоплению нескольких районов города.

## Население
| 1897     | 1913     | 1926     | 1931     | 1939     | 1956     | 1959     | 1967     | 1970     | 1973     | 1975     |
| -------- | -------- | -------- | -------- | -------- | -------- | -------- | -------- | -------- | -------- | -------- |
| 14 000   | ↗23 000  | ↘14 000  | ↗19 200  | ↗66 000  | ↗157 000 | ↗176 214 | ↗215 000 | ↗225 314 | ↗235 000 | ↗241 000 |
| 1976     | 1979     | 1982     | 1985     | 1986     | 1987     | 1989     | 1990     | 1991     | 1992     | 1993     |
| →241 000 | ↗246 667 | ↗256 000 | ↗265 000 | ↗273 000 | →273 000 | ↘270 711 | ↗272 000 | →272 000 | ↗273 000 | ↗274 000 |
| 1994     | 1995     | 1996     | 1997     | 1998     | 1999     | 2000     | 2001     | 2002     | 2003     | 2004     |
| →274 000 | ↗276 000 | ↘275 000 | ↘274 000 | ↗275 000 | ↘274 400 | ↘273 900 | ↗274 600 | ↘250 963 | ↘250 600 | ↘249 000 |
| 2005     | 2006     | 2007     | 2008     | 2009     | 2010     | 2011     | 2012     | 2013     | 2014     | 2015     |
| ↘247 600 | ↘247 000 | ↘246 100 | ↘245 500 | ↘245 015 | ↘239 800 | →239 800 | ↘238 006 | ↘236 390 | ↘234 813 | ↘232 905 |
| 2016     | 2017     | 2018     | 2019     | 2020     | 2021     | 2024     | 2025     |          |          |          |
| ↘231 104 | ↘230 414 | ↘229 255 | ↘227 924 | ↘226 502 | ↘189 195 | ↘187 517 | ↘185 362 |          |          |          |

На 1 января 2025 года по численности населения город находился на 98-м месте из 1124 городов Российской Федерации.

### Национальный состав
В процентах национальный состав населения города по переписи 2010 года: русские — 197 455 (81,7 %), казахи — 12 891 (5,3 %), татары — 9170 (3,9 %), украинцы — 6587 (2,7 %), башкиры — 4044 (1,7 %), немцы — 2621 (1,1 %), мордва — 1654 (0,7 %), азербайджанцы — 1353 (0,5 %), армяне — 1144 (0,5 %), другие национальности — 1,9 %.

## Административное деление
Город разделён на территориальные единицы — 3 района: Ленинский, Октябрьский, Советский. Районы города Орска не являются муниципальными образованиями.

## Экономика

Уральский экономический район на карте России

Уральский экономический район

### Промышленность
Орск — второй по промышленному значению город Оренбургской области. Главные отрасли промышленности: цветная металлургия, машиностроение, нефтехимия, горнодобывающая, пищевая и лёгкая промышленность.
Предприятиями обрабатывающей промышленности за 2009 год отгружено продукции собственного производства по чистым видам деятельности 19,34 млрд руб. Объём отгружённой промышленной продукции в действующих ценах (млрд. руб) в том числе:
Цветная металлургия — 8,54 млрд руб.
- Комбинат «Южуралникель» (входил в состав ОАО «Мечел»). Осенью 2012 комбинат прекратил свою работу.
- Компания «Ормет» — добыча и переработка медно-цинковых и золотосодержащих руд, входит в состав Русской медной компании.
- Орский машиностроительный завод — производство труб, гидроцилиндров, газовых баллонов и др. оборудования для нефтегазодобычи.

Машиностроение — 5,19 млрд руб
- МК «Ормето-ЮУМЗ», одно из крупнейших российских предприятий тяжёлого машиностроения (входит в состав холдинговой компании «Металлоинвест») (банкрот).
- Орский механический завод.
- ОЗТП-«Сармат» — производитель тракторных прицепов, шасси тракторных прицепов, жатки (больше не существует, снесён).
- Завод строительных машин и нестандартного оборудования — Орский завод строительных машин, один из крупнейших производителей универсального высокопроизводительного сваебойного и бурового оборудования, подъёмно-транспортной и разгрузочной техники, металлоконструкций, чугунного литья;
- Орский завод электромонтажных изделий проектирует и изготавливает электрооборудование напряжением до 10 кВ.
- Орский завод холодильников, выпускавший холодильники марки «Орск» (основным учредителем является Орский механический завод). Был закрыт, но в 2022 году опять открылся[62][63].
- Орский вагонный завод — произведено 100 платформ и 31 думпкар.
- Уральский завод горного оборудования производит запчасти к горному оборудованию, экскаваторы, дробилки, мельницы и так далее.

Нефтепереработка — 4,34 млрд руб
- «Орскнефтеоргсинтез» — предприятие перерабатывающей мощностью 6,6 млн тонн нефти в год, основным партнёром которого является АО «Фортеинвест»).
- Завод синтетического спирта.
- Орский щебёночный завод — филиал ПАО «Первая нерудная компания».

Пищевая промышленность — 2,50 млрд руб
- ООО «Агро-Альянс ОМФ» (бывшая Орская макаронная фабрика) — производство макаронных изделий[64].
- Орский мясокомбинат — производство колбас, консервов, полуфабрикатов.
- «Орский хлеб» — это группа компаний, основанных на базе Орского Хлебокомбината, старейшего предприятия в г. Орске, основанного в 1939 году[65].

Геологоразведка
- Предприятие «Восточная геологоразведочная экспедиция» основана в 1961 году.
- Орское карьероуправление — разработка и добыча нерудных полезных ископаемых (габбро-диабазы, орская яшма) открытым способом.

Энергетика
- «Орскэлектропром» — производство низковольтного, высоковольтного, электрощитового оборудования, трансформаторных подстанций для электроснабжения.
- Орская ТЭЦ — ТЭЦ мощностью в 245 МВт электрической и 1349 Гкал/ч тепловой энергий.
- Орская СЭС — одна из крупнейших солнечных электростанций в России (40 МВт). Введена в строй 21 декабря 2015 года.

Строительство

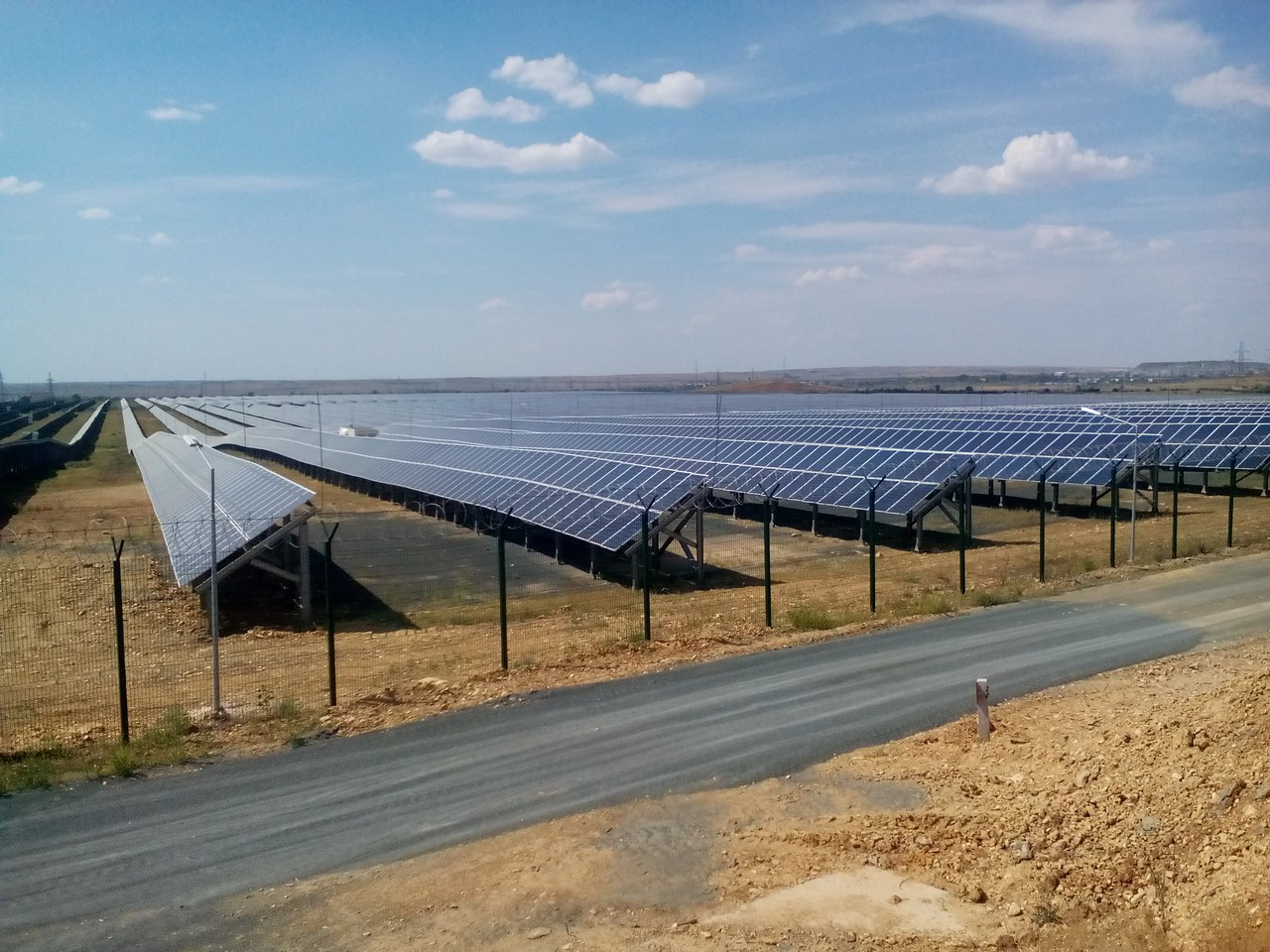
Орская СЭС имени А. Влазнева

- Орский завод металлоконструкций — предприятие по производству каркасов зданий из металлоконструкций, эстакад, опор ЛЭП и других строительных металлоконструкций.

В XXI веке в городе закрылось около 30 предприятий..

### Транспорт
В Орске располагается железнодорожная станция Орск — Сортировочная, где расположен многосторонний железнодорожный пункт пропуска через государственную границу РФ, обслуживающий пассажиров ежедневного пассажирского поезда Орск — Кимперсай (отменён), а также осуществляющий пропуск грузовых поездов международного сообщения. Железнодорожные станции Орск, Никель, Орск — Новый город, Круторожино.
Крупный железнодорожный узел, двухпутная железная дорога, через который проходит большая часть всех железнодорожных грузов в направлении Европа — Азия, европейская часть России — Сибирь, Дальний Восток.
В городе есть международный аэропорт Орск .
Имеется военный аэродром Орск-Первомайский, расформированный в начале 2000-х, функционирует радиолокационный комплекс, и спортивный аэродром Гудрон, где расположен аэроклуб «Стрижи».
11 февраля 2018 года самолёт Ан-148 «Саратовских авиалиний», выполнявший рейс из Москвы в Орск, разбился в Подмосковье. На борту самолёта находилось 65 пассажиров и шесть членов экипажа, все они погибли.
Общественный внутригородской транспорт

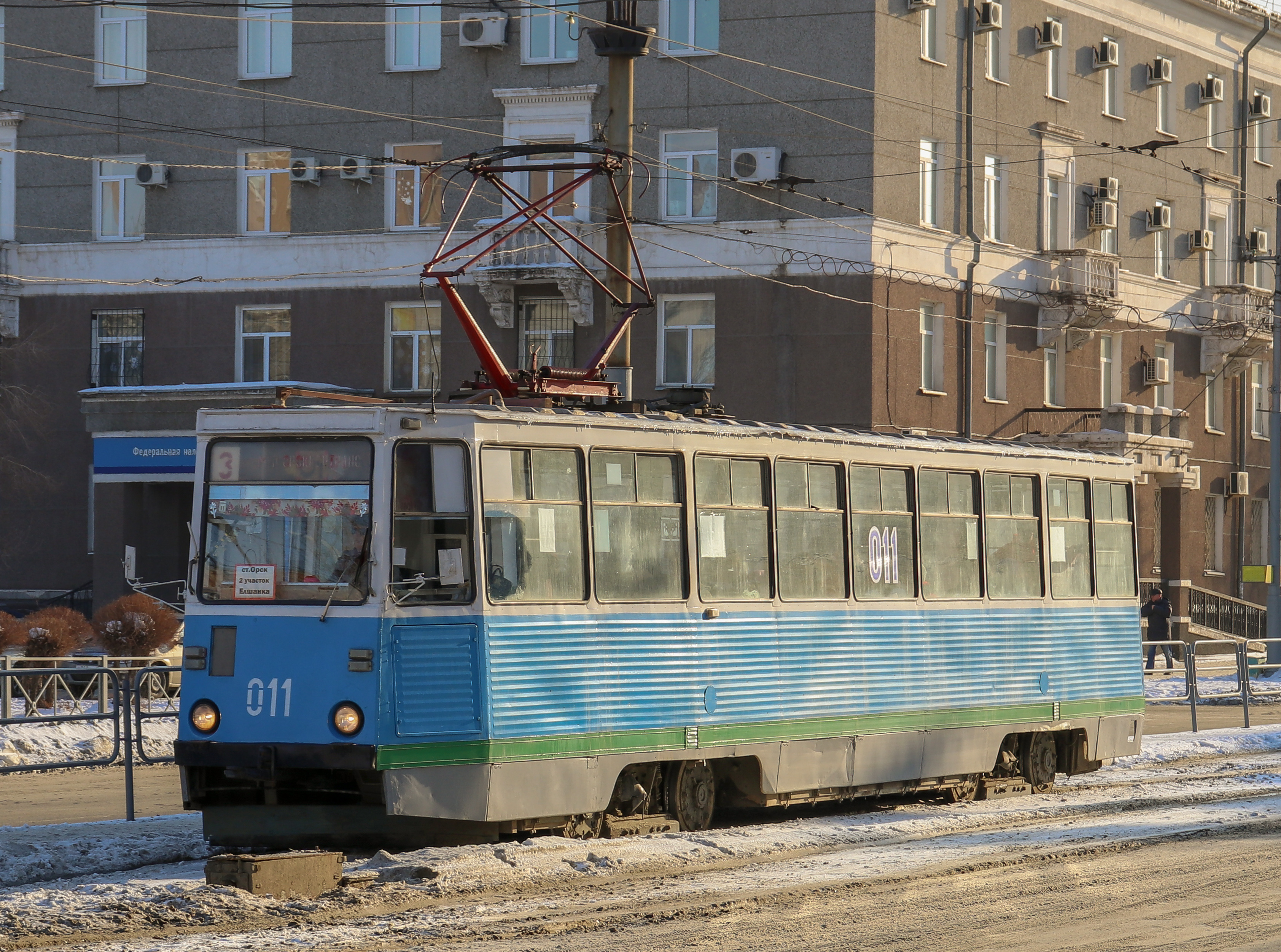
Орский трамвай

В Орске с 1948 года открыто движение трамваев. Первый трамвайный вагон вышел из депо и отправился по маршруту Соцгород (Комсомольская площадь) — Никель 5 декабря 1948 года. В 2005 году на базе Орского трамвайного управления была образована "Управляющая компания «Транспортная», в состав которой входят 8 предприятий, обслуживающих 6 трамвайных и 17 (6 городских, 2 пригородных, 9 садовых и 1 сезонный) автобусных маршрутов. По данным на 03.11.2020 года , компания «Транспортная» насчитывала около 1000 работников, подвижной состав был представлен 74 трамвайными вагонами и 41 автобусом, протяжённость одиночного пути составляла 84 км и в год городские трамваи и автобусы перевозили около 30 миллионов пассажиров. В настоящее время подвижной состав МУП «Орскгортранс» представлен 62 трамвайными вагонами и 29 автобусами. Протяжённость трамвайного пути в двухпутном исчислении 77,34 км. Износ техники 100 %. На 100 % изношено 52 км трамвайного пути, долги перед ресурсоснабжающими организациями продолжают расти.

## Образование
В городе функционируют следующие высшие учебные заведения:
- Орский гуманитарно-технологический институт (ОГТИ), филиал Оренбургского государственного университета (ОГУ)
- Оренбургский государственный институт менеджмента (филиал) [Закрыт, студенты переведены в Орский гуманитарно-технологический институт]
- Московский институт права (филиал)
- Российский университет инноваций (филиал)
- Челябинский государственный университет (филиал)
- Томский межвузовый центр дистанционного образования, региональный центр в г. Орске
- Орский филиал Московского финансово-юридического университета (МФЮА)
- Филиал Оренбургский государственный аграрный университет (ОГАУ)

В городе функционируют следующие средне-специальные учебные заведения:
- Орский политехнический колледж, филиал Оренбургского государственного университета (ОГУ)[68] [в 2015 году закрыт, студенты переведены в Орский гуманитарно-технологический институт (ОГТИ)]
- Орский нефтяной техникум
- Орский машиностроительный колледж[69]
- Орский медицинский колледж[70]
- Педагогический колледж[71]
- Орский индустриальный колледж[72]
- Торгово-технологический техникум[73]
- Орский технический техникум имени А. И. Стеценко[74]
- Техникум транспорта г. Орска имени Героя России С. А. Солнечникова[75]
- Орский колледж искусств (Лучший в России)

В Орске 48 школ, в том числе 3 гимназии (№ 1, 2, 3) и 5 сельских школ.

## Здравоохранение
Самый высокий уровень заболеваемости ВИЧ в России зафиксирован в городе Орске Оренбургской области: здесь с этим диагнозом живут 3,5 % населения, то есть более 8 тысяч человек.
На территории города функционирует ряд медицинских лечебных учреждений здравоохранения. К ним относятся:
- Городская больница № 1
- Городская больница № 2
- Городская больница № 3
- Городская больница № 4
- Городская больница № 5
- Областная психиатрическая больница № 3
- Орский городской онкологический диспансер
- Орский городской противотуберкулёзный диспансер
- Орский наркологический диспансер
- Станция скорой медицинской помощи г. Орска
- Орский городской врачебно-физкультурный диспансер
- Орский Центр профилактики инфекционных заболеваний и борьбы со СПИДом
- Орский кожно-венерологический диспансер
- Областная станция переливания крови
- Дом ребёнка

Негосударственные учреждения здравоохранения: Узловая больница на станции Орск, «Поликлиника Цена Качество» по адресу: ул. Энгельса, дом № 30.

## Культура

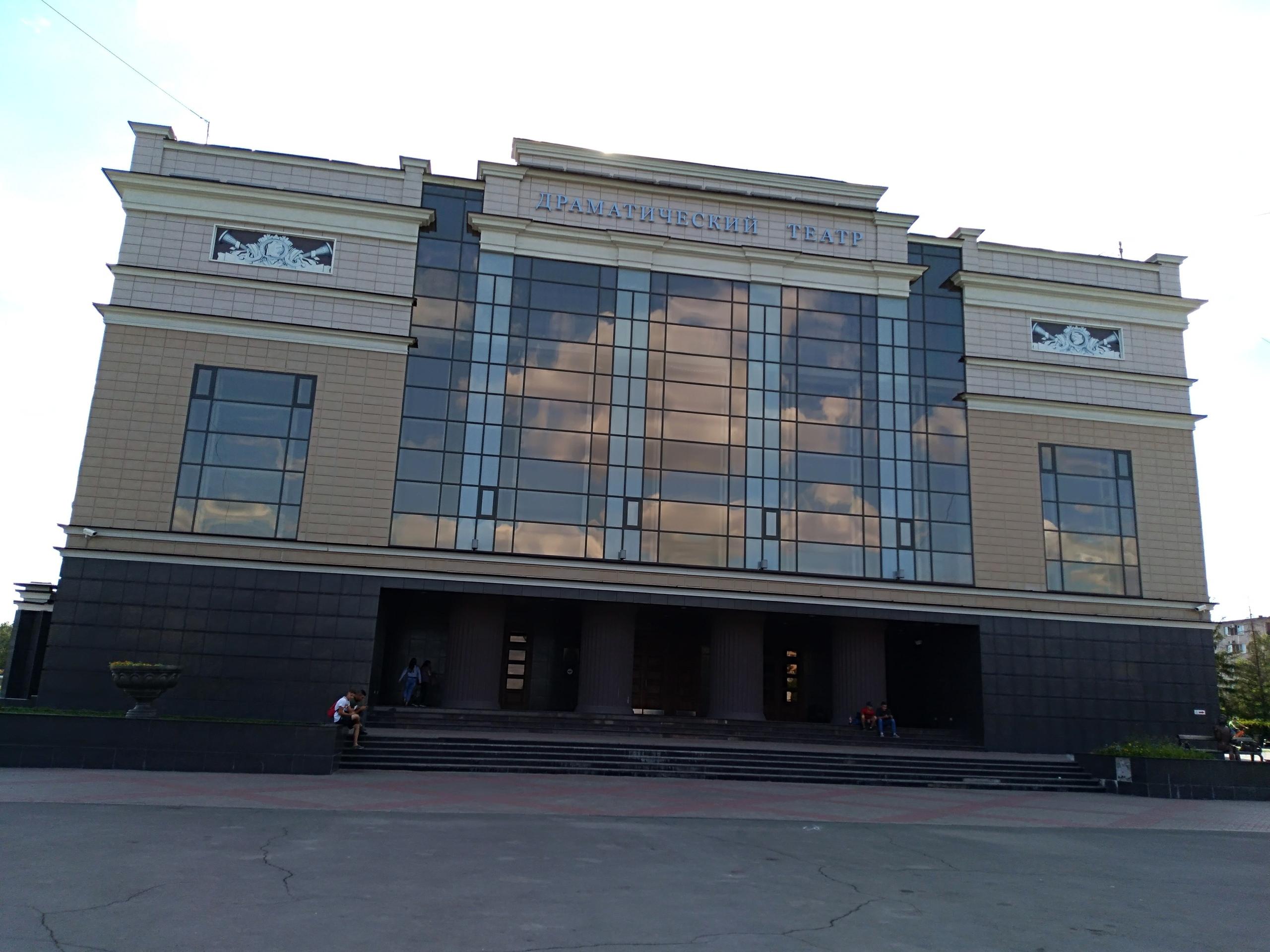
Орский государственный драматический театр имени А. С. Пушкина

Орский государственный драматический театр имени А. С. Пушкина. Административный центр культурной жизни не только города, но и всего Восточного Оренбуржья; краеведческий музей, лаборатория археологических исследований, детская картинная галерея, дома творчества, библиотеки, Орская Лига КВН.
Образцовый детский духовой оркестр при МАУ ДО ЦРТДЮ «Радость» с 1993 года. Многократный Лауреат и обладатель Гран-при Всероссийских и Международных конкурсов. Руководитель заслуженный учитель РФ Федосов Алексей Васильевич.
Образцовый детский эстрадный оркестр МАУДО ЦРТДЮ «Радость». Лауреат и обладатель Гран-При Международных конкурсов. Руководитель Маслов Никита Александрович.
Театр-студия «Встреча»: в театре шли спектакли по пьесам Островского, Арбузова, Коляды, Вампилова, Ионеско.
В 1969 году в Орске открылся колледж искусств.
В 1990 году Орск получил статус исторического города — 62 памятника архитектуры, 28 памятников истории. В их число включены: исторический центр города (постройки 1870—1917 годов); градостроительный комплекс «Соцгород» («Новый город»), эта часть города была задумана как система промышленно-жилых комплексов на основе новаторских градостроительных идей, как будущий город-сад, группой немецких архитекторов под руководством Ганса Шмидта. По сложности планировочной структуры Орск не имеет аналогов на Урале.
Одной из особенностей индустриального Орска является наличие на его территории более 40 памятников археологии: поселений, курганных могильников, одиночных курганов. Те, что уже исследованы, широко известны в научном мире. Так, с открытием погребений эпохи бронзы в Кумакском могильнике, весомое подкрепление получила гипотеза о локализации индоевропейской прародины в степях Восточной Европы.
В курганах раннего железного века (VI—VII века до н. э.), оставленных кочевыми «савроматскими», сарматскими племенами, обнаружены ахеменидские: ритон, гривна, печать, египетский сосуд с именем персидского царя Артаксеркса I (шестой сосуд в мире).
Орские пирожки стали одним из культурных достояний орчан.

## Религия

### Христианство
Орск входит в состав Оренбургской митрополии, Орской епархии, Орского благочиннического округа РПЦ. Кроме того, в городе действует «Приход Неустанной Помощи Божьей Матери» Римско-католической Церкви.
Православные храмы
- Кафедральный собор Георгия Победоносца;
- Храм Архангела Михаила;
- Храм Иверской иконы Божией Матери;
- Храм иконы Божией Матери «Всецарица»;
- Храм Николая Чудотворца;
- Храм Покрова Пресвятой Богородицы;
- Храм Святого Духа;
- Храм Серафима Саровского.

Протестантские общины
- Дом молитвы евангельских христиан-баптистов
- Дом молитвы христиан веры евангельской Слово Жизни
- Церковь христиан-адвентистов седьмого дня

### Ислам
Первая мечеть в Орской крепости появилась, возможно, в XVIII веке. В 1900 году была построена каменная соборная мечеть, которая была восстановлена в 1990 году.

## Спорт
- С 1958 года в городе существует хоккейная команда «Южный Урал», в настоящее время выступающая в чемпионате ВХЛ. Домашние матчи команда проводит во дворце спорта «Юбилейный», вместимостью 4588 мест. В настоящее время домашние матчи ХК «Южный Урал» занимают одно из первых мест по посещаемости зрителями в чемпионате ВХЛ.
- Существует ряд любительских футбольных команд: «Орск»[источник не указан 433 дня], «РУСШПАЛА»[источник не указан 433 дня] и др.[источник не указан 433 дня]

В городе 8 стадионов: «Северный», «Авангард», «Металлург», «Строитель», «Локомотив», «Пищевик», «Динамо», «Зенит».

## СМИ
Местная пресса представлена полноцветными общественно-политическими газетами:
- Орская хроника
- «Орская газета»
- «Саквояж-info» (газета объявлений)

| Общедоступные телевизионные каналы: - Первый канал - Россия 1 / ГТРК Оренбург - Матч ТВ - НТВ - Пятый канал - Россия К - Россия 24 / ГТРК Оренбург - Карусель - ОТР / ОРТ-Планета - ТВЦ - РЕН ТВ - Спас - СТС - Домашний - ТВ3 - Пятница! - Звезда - Мир - ТНТ - Муз-ТВ | Радиостанции: - 93.5 МГц — (ПЛАН) Детское радио - 95.0 МГц — Дорожное радио - 95.4 МГц — Вести FM - 95.8 МГц — Радио Вера - 96.2 МГц — Love Radio - 96.9 МГц — Радио Monte-Carlo - 97.3 МГц — Радио Маяк - 98.8 МГц — Радио ENERGY - 99.6 МГц — Русское радио - 100.2 МГц — Авторадио - 100.7 МГц — Радио Ваня - 101.6 МГц — Планета FM - 102.0 МГц — Радио Шансон - 102.8 МГц — Европа Плюс - 103.3 МГц — Радио Дача - 103.7 МГц — Радио ХИТ - 104.1 МГц — DFM - 105.1 МГц — Радио Звезда - 105.8 МГц — Хит FM - 106.2 МГц — Ретро FM - 106.7 МГц — Радио Сибирь - 107.5 МГц — Радио России / ГТРК Оренбург |

## Связь
Почта
В городе имеется почтамт, 30 отделений почтовой связи Почты России и 4 почтовых отделения в пригородах, относящихся к Орску.
Мобильная связь
В Орске действуют сети сотовой связи следующих мобильных операторов:
- «Билайн» (ПАО «Вымпел-Коммуникации»),
- МТС,
- «МегаФон»,
- «Теле2» (ООО «Т2 РТК Холдинг»).

В ноябре 2009 года «МегаФон» запустил первую в Орске сеть мобильной связи 3-го поколения.
Интернет
В городе работают несколько интернет-провайдеров. Среди них:
- «Ростелеком» (ADSL, модемное подключение, оптическая сеть),
- «Диалог-М» (оптическая сеть, ADSL, радиодоступ, модемное подключение),
- «Уфанет» (Орский филиал АО «Уфанет»; оптическая сеть),
- «Зебра» (ООО ОТК) (оптическая сеть),
- «Энфорта» (радиодоступ),
- Yota (ООО «Скартел»),
- АСС-КОМ,
- «Телеком-М» (оптическая сеть),
- ТТК (оптическая сеть, ADSL).

Кабельное телевидение
Услуги кабельного телевидения оказывают следующие компании:
- «Зебра» (ООО ОТК),
- «Уфанет» (Орский филиал АО «Уфанет»),
- ПAO «Ростелеком» по технологии IP TV,
- «Телеком-М».

Цифровое эфирное телевидение
Трансляцию 20 цифровых каналов в составе мультиплексов РТРС-1 и РТРС-2 осуществляет Оренбургский радиотелецентр РТРС.
Стационарная телефония
Орский городской домашний телефон можно подключить, воспользовавшись услугами следующих компаний:
- ПАО «Ростелеком»,
- «Уфанет» (Орский филиал АО «Уфанет»),
- «Интелком»,
- «Диалог-М»,
- МТТ — междугородняя и международная связь.

## Пенитенциарное учреждение
В городе осуществляет свою деятельность следственный изолятор № 2 УФСИН России по Оренбургской области. Территория учреждения находится на улице Маршала Конева, на окраине города недалеко от песчаного карьера. Приказом министра МВД СССР генерала армии Н. А. Щёлокова от 5 ноября 1982 г. на территории Оренбургской области в г. Орске был организован следственный изолятор № 2 УИТУ УВД Оренбургского облисполкома с лимитом наполнения 730 мест на базе вновь построенных комплексов зданий и сооружений.

## Природа
Одной из достопримечательностей города является знаменитая орская пестроцветная яшма. Месторождение (гора Полковник) находится в черте города. Орская яшма выделяется наибольшим разнообразием рисунка и окраски. Все цвета, за исключением чисто-синего, представлены в ней. Особенно интересны среди пестроцветных яшм пейзажные и рисунчатые, когда на отполированном камне вырисовывается какой-то фантастический рисунок, картина.
Большое рукотворное море — Ириклинское водохранилище — находится в непосредственной близости от Орска, с запада поднимаются отроги Уральских гор, которые идеально подходят для лыжного туризма. Весной можно наблюдать дикорастущие тюльпаны, подснежники. Безоблачных дней в году здесь больше, чем на Черноморском побережье (почти 300 дней в году — ясная погода, чему способствует роза ветров и географическое положение города).
Уникальный источник минеральной воды — Вода была обнаружена в 1996 году в ходе проведения геологоразведочных работ. Анализ подтвердил её лечебные свойства и уникальность минерального состава. Анализ проводился в Испытательном центре природных лечебных ресурсов ФГУ «Российский восстановительный медицины и курортологии». А появилась минеральная природная питьевая лечебно-столовая вода «Степная целебная» благодаря тому, что южнее посёлка Крыловка была пробурена разведочно-эксплуатационная скважина № 1, имеющая глубину 1261,2 м.
Экология
Орск — крупный промышленный центр Южного Урала. Основными загрязнителями окружающей среды являются:
- Нефтеперерабатывающий завод имени Чкалова. Производит различные виды бензина, керосина, дизтоплива, мазут. Из года в год объединение приводит в порядок свои установки, но до идеала довольно далеко. Загрязняет атмосферу метаном, сероводородом, оксидом углерода (IV), фенолом.
- АО «ОРМЕТ» Добыча и переработка медно-цинковых и золотосодержащих руд. Выбросы цинка, негативное влияние меди-содержащих руд на здоровье людей в процессе производства (в 30 км от города).
- Комбинат «Уральская Сталь» (в соседнем Новотроицке). По результатам мониторинга атмосферного воздуха, концентрация аммиака, диоксида серы, сероводорода, фенола, оксида углерода и пыли в пределах нормы, но всё же выбросы имеются, а значит, имеет место и их негативное воздействие.
- ОАО «Орское карьероуправление». Производит добычу нерудных полезных ископаемых габбро-диабаз открытым способом и их переработку (дробление, сортировка). Производственные процессы сопровождаются обильными выбросами кремний-содержащей пыли в атмосферу, даже несмотря на использование гидрообеспыливающих устройств. Значительный вклад в загрязнение окружающей среды вносит автомобильный транспорт (вывоз породы из карьера «БелАЗами»).

Проблема питьевой воды в городе решена. Вода из Кумакского водозаборного узла соответствует всем органолептическим и химическим показателям, население города Орска обеспечивается водой нормативного качества и в достаточном количестве. По данным ГЦ СЭС г. Орска и отдела стандартизации и метрологии:
- минерализация подземных вод — от 0,3 до 0,7 г/куб.дм.
- вода жёсткая, но превышений ПДК не наблюдается.

Обеззараживание воды проводится в течение 1 месяца в период паводка методом хлорирования и облучения бактерицидными лампами.

## БДК «Орск»
Имя города с 20 октября 2002 года носит большой десантный корабль проекта 1171, входящий в состав Черноморского флота.

## Главы
- Виктор Франц (1992—1996)
- Николай Тарасов (1996—2000)
- Юрий Черноусов (2000—2005)
- Юрий Берг (2 ноября 2005 — июнь 2010)
- и. о. — Павел Филиппов (июнь — октябрь 2010)
- Виктор Франц (октябрь 2010 — 15 сентября 2015)
- и. о. — Василий Козупица (15 сентября — 28 октября 2015)
- Сергей Сухарев (28 октября 2015 — октябрь 2016)
- Андрей Одинцов (26 декабря 2016 — 29 апреля 2019)
- врио — Василий Козупица (апрель 2019 — октябрь 2019)
- Василий Козупица (24 октября 2019 — 5 июля 2024)
- врио — Артём Воробьёв (июль 2024 — октябрь 2024)
- Артём Воробьёв (с 24 октября 2024)

## Города-партнёры
- Актобе, Казахстан[85]